# Худайбергенов Аїтбай
Аїтбай Худайбергенов (Худай-Бергенов) (1909, село Ушаган Кара-Клинської волості Шураханської дільниці Амудар'їнського відділу Сирдар'їнської області, тепер Каракалпакстан, Узбекистан — 1995?) — радянський діяч, голова Ради народних комісарів Туркменської РСР. Депутат Верховної Ради СРСР 1-го скликання (1937—1946). Член Центральної Ревізійної Комісії ВКП(б) (1939—1952).

## Біографія
Народився в селянській родині.
Член ВКП(б) з 1929 року.
У 1930 році закінчив Ашхабадський сільськогосподарський технікум.
У 1930—1932 і 1933—1934 роках навчався в Туркменському сільськогосподарському інституті, обирався секретарем партійного комітету сільськогосподарського інституту.
У 1932—1933 роках — на партійній роботі.
У 1934 році — заступник директора машинно-тракторної станції з політичної частини.
У 1934—1936 роках — у Червоній армії.
У 1936 — серпні 1937 року — 2-й секретар Марийського районного комітету КП(б) Туркменії. У серпні 1937 року — інструктор сільськогосподарського відділу ЦК КП(б) Туркменії.
У серпні — листопаді 1937 року — в.о. 1-го секретаря Ленінського районного комітету КП(б) Туркменії.
У листопаді 1937 — 17 жовтня 1945 року — голова Ради народних комісарів Туркменської РСР.
Подальша доля невідома.

## Нагороди
- два ордени Леніна (23.11.1939, .12.1944)
- ордени
- медалі